# Sinomicrurus japonicus
Sinomicrurus japonicus är en orm i familjen giftsnokar som förekommer i södra Japan.
Artens utbredningsområde ligger på Amamiöarna och Okinawaöarna. Ormen lever där i städsegröna lövskogar och i andra fuktiga landskap med tät växtlighet. Sinomicrurus japonicus jagar ödlor och andra ormar. Den har liksom andra giftsnokar ett giftigt bett. Enligt allt som är känt lägger honor flera ägg under juni.
Beståndet hotas av skogsavverkningar. Dessutom dödas flera exemplar av det introducerade mårddjuret Mustela itatsi. På några av öarna blev ormen sällsynt. Hela populationen listas av IUCN som nära hotad (NT).